# Swiss Education Group
Swiss Education Group (SEG) AG är ett börsnoterat företag som består av fyra separata schweiziska hotell- och restaurangskolor: Swiss Hotel Management School, Hotel Institute Montreux, Cesar Ritz Colleges och Culinary Arts Academy. Swiss Education Group ägs av Summer Capital Ltd . QS World University Rankings placerar skolorna i det globala toppskiktet inom sina respektive kategorier .